# WestLicht
WestLicht. Schauplatz für Fotografie ist ein Museum für Fotografie und Fotokunst im 7. Wiener Gemeindebezirk Neubau.
Das Museum beherbergt neben wechselnden Ausstellungen bedeutender Fotografien eine umfangreiche Sammlung historischer Kameras. Seit der Gründung im Jahre 2001 haben im privat geführten Museum über 120 Ausstellungen stattgefunden. Das Programm umfasst monografische sowie thematische Schauen zur internationalen und österreichischen Fotografie-Geschichte. Gearbeitet wird mit den Beständen der Fotosammlung OstLicht und anderen führenden Häusern und Experten für fotografische Kulturen.

## Geschichte
WestLicht wurde am 11. Juni 2001 als gemeinnütziger Verein gegründet, der sich seinen Statuten nach für die Förderung der Fotografie einsetzt. Gegründet wurde das Fotomuseum aus einer Privatinitiative von Liebhabern und Kamerasammlern rund um den Sammler von Fotografie und Kameras Peter Coeln, dem 2022 das Österreichische Ehrenkreuz für Wissenschaft und Kunst I. Klasse verliehen wurde.
Den Umbau des 50er-Jahre-Lofts, das zuvor als Glasfabrik und später als Fotostudio genutzt wurde, betreute das Architektenteam Eichinger oder Knechtl. Mitten im 7. Bezirk Wiens, wo in unmittelbarer Nähe der erste Bau der Graphischen Bundeslehr- und Versuchsanstalt stand, hat sich das Fotomuseum zu einer fixen Größe in der österreichischen Kulturlandschaft entwickelt. Heute ist der Bezirk eine von Kreativen geschätzte Gegend, deren Infrastruktur Fotografen bedient.
Anlässlich der Eröffnung der World-Press-Photo-Ausstellung am 14. September 2017 drückte Coeln die Befürchtung aus, dass die Galerie mit Jahresende schließen würde, da vom bisherigen Hauptsponsor Leica keine weitere Förderzusage gemacht wurde. Eine von Westlicht auf change.org gestartete Petition wurde von rund 20.000 Unterstützern unterschrieben. Anlässlich dieses Erfolges konnte mit den Unternehmen Polaroid und Leica über neue Sponsoring-Möglichkeiten verhandelt werden.
Seit 2018 wird der Verein von privaten Sponsoren und der öffentlichen Hand co-finanziert.

## Das Fotomuseum
Das Museum zeigt im Jahr sechs bis acht Ausstellungen, wobei das Spektrum von aktuellen Tendenzen der Fotografie über Klassiker des Mediums bis hin zu Gruppen- und Themenausstellungen reicht. Präsentiert werden Fotografen wie Henri Cartier-Bresson, Elliott Erwitt, Herbert List, Inge Morath, Ansel Adams, Nobuyoshi Araki, Franz Hubmann, Alison Jackson, Christine de Grancy und viele mehr. Seit 2001 ist mit World Press Photo jährlich die größte Ausstellung zum Thema Bildjournalismus zu Gast.

## Die Fotosammlung
Die Fotosammlung umfasst rund 120.000 Objekte in den unterschiedlichsten fotografischen Herstellungstechniken, von Plattenfotografien und Glasdiapositiven bis zu den verschiedenen Printverfahren auf Papier. Die Bandbreite umfasst historische und klassische Fotografie aus dem Museumsbestand, sowie Werke zeitgenössischer Fotokunst, beheimatet im OstLicht. Zwei Interessen haben diese Sammlung im Besonderen geprägt: zum einen das Bewusstsein für die apparativen Voraussetzungen fotografischer Bilder, wie historische Kameras und Betrachtungsgeräte sowie neuere Technologien, zum anderen ein Zugang zur Fotografie, der neben künstlerischen und dokumentarisch-zeitgeschichtlichen Gesichtspunkten auch ihre populärkulturellen Aspekte im Blick hat und die wahrnehmungspolitischen Effekte fotografischer Bilder reflektiert.
Schwerpunkte der Sammlung sind Daguerreotypien, frühe Papierabzüge, internationaler Fotojournalismus, Aktfotografie, Österreichische Fotografie der Zwischenkriegszeit, des Wiener Aktionismus sowie der siebziger Jahre. Neben einzeln angekauften Objekten beinhaltet die Sammlung eine Reihe von Teilnachlässen und größeren Werkblöcken (Atelier Manassé, Olga Wlassics, Photo Simonis, Gustav Schikola, Udo Proksch, Roland Pleterski, Stefan Kruckenhauser, Walter Henisch, Trude Fleischmann). Darüber hinaus konnten mit der Übernahme von Konvoluten aus internationalen Sammlungen wertvolle Bestände erworben werden, etwa die japanischen Pentax-Collection oder eine Polaroid-Collection.

### Polaroid Sammlung
2011 erwarb die Sammlung WestLicht den europäischen Teil der einzigartigen Polaroid Collection, bestehend aus mehr als 4400 Kunstwerken der berühmtesten Fotografen, die mit Polaroid zwischen 1960 und 1990 gearbeitet haben. Darunter finden sich renommierte Namen wie Ansel Adams, Luigi Ghirri, David Leventhal, Helmut Newton, Robert Rauschenberg, Andy Warhol, Lucas Samaras, William Wegman, Robert Mapplethorpe etc.

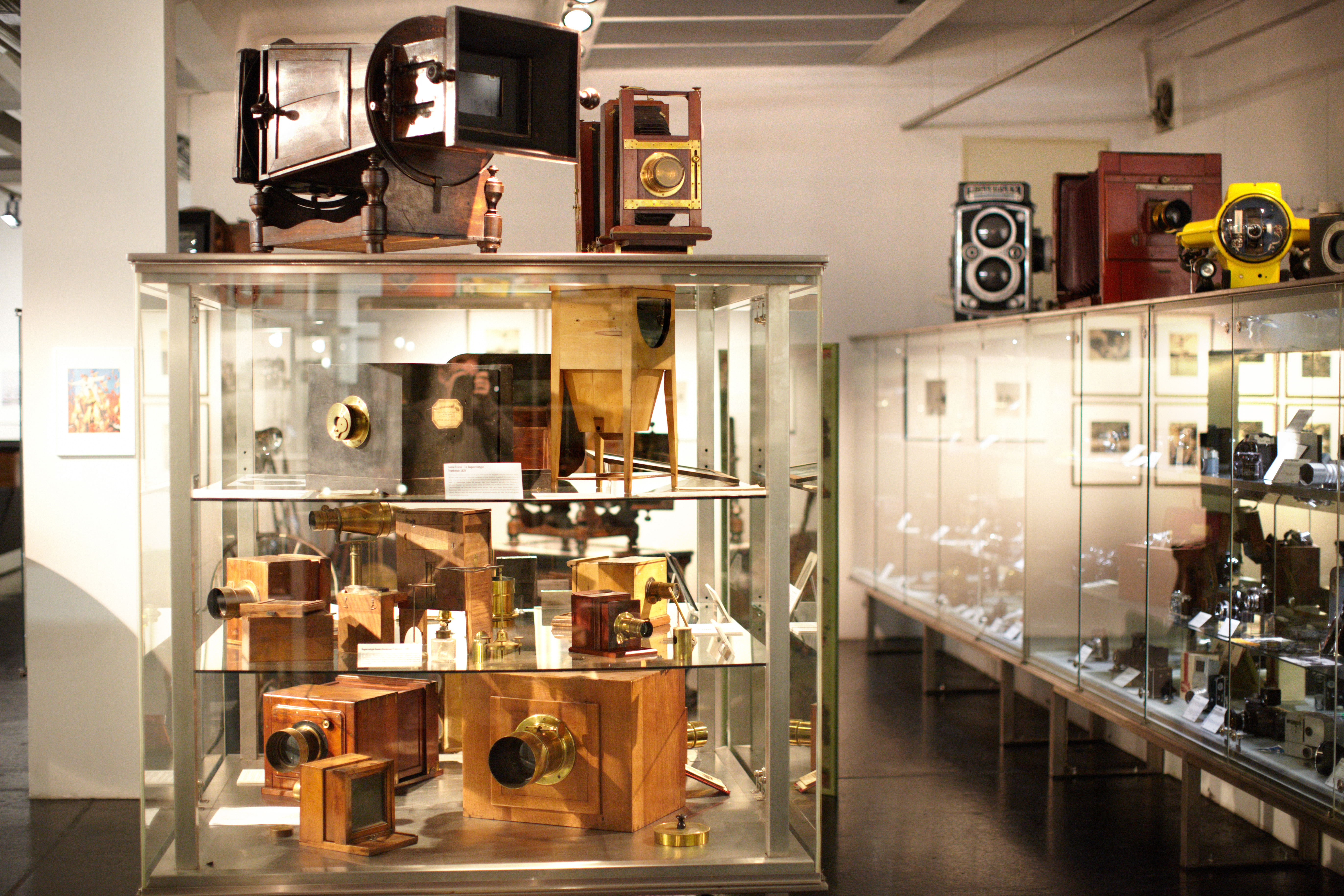
Kameramuseum

## Das Kameramuseum
Das Museum besitzt eine Sammlung historisch und technisch bedeutender Kameras. Die permanente Kameraausstellung, bestehend aus privaten Leihgaben und der eigenen Sammlung, umfasst rund 500 Apparate aller Epochen. Sie präsentiert in chronologischer Abfolge die Meilensteine der Kameratechnik, beginnend mit der Vorgeschichte der Fotografie (Zeichen- und Projektionsapparate) bis hin zu den Anfängen der digitalen Fotografie. Besondere Schwerpunkte sind die Sammlung von 300 verschiedenen Leica-Suchern, eine umfangreiche Sammlung an Spionage- und Miniaturkameras und Kameras vor dem 20. Jahrhundert.

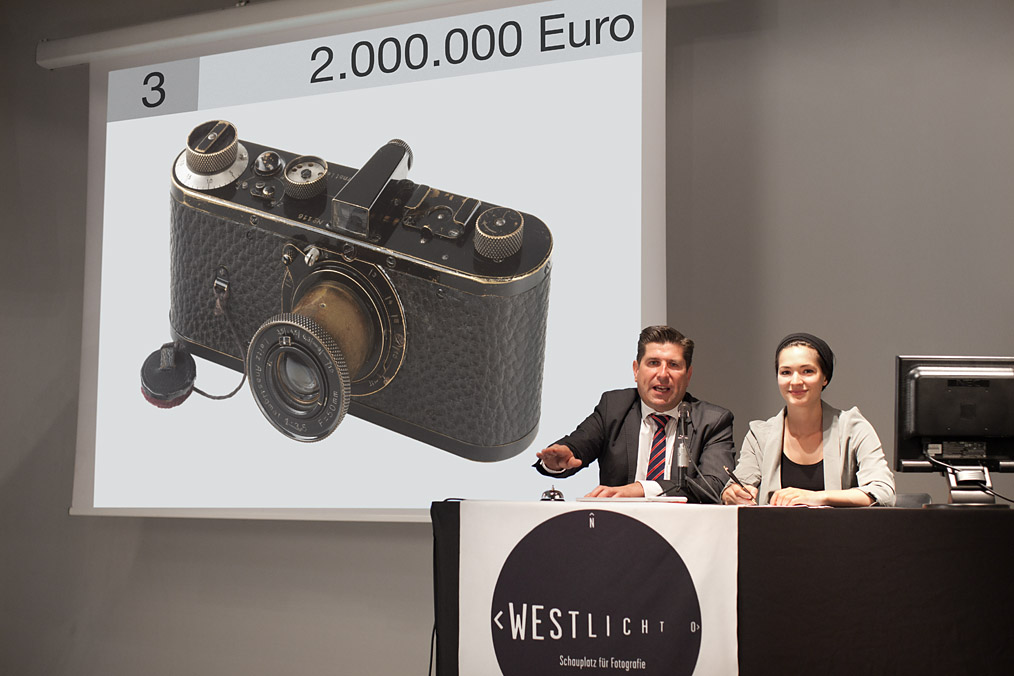
Kamera-Auktion

## Auktionshaus
Zweimal jährlich fand im Museum die WestLicht Photographica Auction statt. Ab 2009 kam im Rahmen der Auktion auch eine Auswahl an hochwertigen Fotografien zur Versteigerung, der Großteil davon Vintage-Abzüge. Das Programm umfasste Arbeiten von bedeutenden nationalen und internationalen Fotografen.
2018 wurde eine Leica der 0-Serie aus dem Jahr 1923 um 2,4 Millionen Euro versteigert.
Im April 2018 wurde das Auktionshaus von der Leica Camera AG übernommen und wird seit Juni 2019 unter dem Namen Leitz Photographica Auction weitergeführt.

## Publikationen
- Peter Coeln, Anna Auer (Hrsg.): Ferdinand Schmutzer. The unknown photographic work. Wien: WestLicht. Schauplatz für Fotografie, 2001.
- Peter Coeln (Hrsg.): Franz Hubmann. Waldviertel. Katalog anlässlich der Ausstellung im Westlicht. Schauplatz für Fotografie. Wien: WestLicht. Schauplatz für Fotografie, 2005.
- Peter Coeln (Hrsg.): Roland Pleterski. Drawn by the light. Katalog anlässlich der Ausstellung im WestLicht. Wien: Christian Brandstätter Verlag, 2007.
- Uwe Schögl (Hrsg.): Photo Simonis, Prominente und Werbung 1960er & 70er. Katalog anlässlich der Ausstellung im WestLicht. Wien: Christian Brandstätter Verlag, 2010.
- Rebekka Reuter; Achim Heine, Ulrike Willingmann (Hrsg.): From Polaroid to Impossible, Masterpieces of instant photography – the WestLicht Collection. Katalog anlässlich der Ausstellung im Westlicht. Ostfildern: Hatje Cantz Verlag, 2012.
- Peter Coeln, Verena Kaspar-Eisert (Hrsg.): Nacht. Katalog anlässlich der Eröffnungsausstellung der OstLicht-Galerie für Fotografie. OstLicht, Wien 2012, ISBN 978-3-9503353-0-9.
- Marie Röbl (Hrsg.): Heinz Cibulka. Im Takt von Hell und Dunkel. Katalog anlässlich der Ausstellungen im Museumszentrum Mistelbach und im WestLicht. Weitra: Bibliothek der Provinz, 2012.
- Peter Coeln, Marie Röbl (Hrsg.): Rudolf Schwarzkogler. Aktionsfotografie. Verkaufskatalog Paris Photo. Wien: WestLicht 2012.